# Eugène Blot
Pour les articles homonymes, voir Blot.
Ne doit pas être confondu avec Eugène Blot (sculpteur).
Eugène Blot est un peintre-décorateur, dessinateur, paysagiste, professeur et corniste français né à Seurre le 17 novembre 1883 et mort à Reims le 17 novembre 1976. Il est le fondateur de l'Institut de peinture décorative Blot à Reims.

## Biographie

### Le peintre-décorateur
Eugène Auguste Blot nait à Seurre en Côte-d'Or le 17 novembre 1883. Il est l'unique élève du peintre français Louis Carbonnel (1858-1938) qui le prend en apprentissage de 1896 à 1899 pour lui transmettre tout son savoir en matière de peinture. Eugène Blot lui vouera une éternelle reconnaissance et mettra en avant « son cher Maître » de nombreuses fois. Le titre de « seul élève de Carbonnel » étant celui qui lui tient le plus à cœur. Ayant enfin conquis, à force de travail et d’étude, une connaissance aussi variée que complète de toutes les modalités de sa profession, Eugène Blot se sent de taille à aborder l’enseignement technique. Il fonde et crée de toutes pièces l’Institut spécial de peinture décorative de Reims en 1925. Le gouvernement français qui, comprenant tout l’intérêt que présente au point de vue national, la création d’une école spéciale de peintres-décorateurs, la reconnaît d'utilité publique le 5 avril 1928. Cet institut est, aujourd’hui encore, considéré comme un modèle du genre.

### Le musicien
Il est élève du conservatoire de Dijon et y obtient un premier prix dans la classe de cor d'harmonie, et un autre premier prix en classe de cornet et trompette d'harmonie en 1919. En 1920, il est nommé au conservatoire de musique de Reims et a la satisfaction de présenter plusieurs de ses élèves au conservatoire national de Paris. Deux d’entre eux en sortiront avec un Premier prix, dont son fils ainé, Robert, en 1925. Lorsqu’il fonde son Institut, il abandonne la classe de cornet, pour ne conserver que la classe de cor, son instrument de prédilection.

### Vie personnelle
Eugène Blot prend sa retraite et cède le droit de faire valoir et diriger l’Institut spécial de peinture décorative de Reims à Jean-Remi Giacomino en octobre 1959.
Marié à Marie Suzanne Eugénie Joigneault (1883-1926), il a 4 enfants, Yvonne (1908), Robert (14 mai 1907), Pierre et Marcel Denis (1915-1941) « mort pour la France ». Il se remarie avec Jeanne Delphine Lemoine (1891-1972).

## Œuvres

### Publications
Il publie de nombreux article dans la revue Le Moniteur de la Peinture ainsi que La technique nouvelle de la peinture en bâtiment – de la décoration peinte et de l’enseigne dans toutes leurs applications aux éditions Jacques Vautrain à Paris en 1953. Cet ouvrage complet couvre les domaines divers tels que la préparation des murs, la décoration peinte et l’enseigne moderne et classique du peintre en lettre. On y retrouve des planches de lettres en noir et blanc et des planches en couleurs de faux bois et faux marbres.
Il crée également un recueil de 36 planches avec explications techniques sur Toute l’Enseigne moderne & classique. À l’intérieur, Eugène Blot explique « Qu’en créant cet ouvrage, il a cherché à mettre à la portée de tous les peintres consciencieux les moyens de faire par eux-mêmes, des Enseignes correctes, aussi bien comme formes de caractères que comme mise en page, leur donnant satisfaction, ainsi qu’à leur clientèle et contribuant à rehausser leur bon goût en augmentant leurs connaissances techniques. »

### Réalisations
Eugène Blot conçoit et exécute la maquette du diplôme du Grand concours national et international de musique qui s’est disputé à Reims les 5 et 6 juin 1927, un « Panorama du vignoble champenois à Cramant » pour la Société vinicole de Champagne, Maison G-H Mumm et Cie, destiné à décorer le fond d’une vitrine d’exposition au Palais de l'alimentation (exposition Arts et techniques à Paris en 1937. Il réalise également une « Porte monumentale artistique » pour les diverses festivités de la ville de Rethel (Ardennes)[Quand ?].

## Distinctions et récompenses
- Officier d'académie, promu « Officier de l’Instruction publique » en 1932
- 1936 : diplôme de grand prix d’honneur avec félicitations du jury en 1936 lors de l’Exposition du premier artisan de France à Paris. Sa présentation artistique est particulièrement originale. Elle se compose d’un livre d’art de 1,30 m de haut et 0,80 m de large, dont les feuillets sont constitués par dix-sept panneaux représentant « Toute la décoration peinte » : l’ornementation de styles moderne et classique, l’enseigne, l’imitation des bois, marbres, bronzes, le paysage et la fleur décorative, la peinture sur soie, l’imitation du fer forgé ou poli, la peinture plastique patinée, l’attribut, etc. Le jury, composé de techniciens de la peinture, manifeste cependant le regret qu’un article du règlement (exigeant qu’un exposant obtienne au moins deux fois le grand prix pour obtenir le titre de premier artisan de France), ne lui permette (dès sa première exposition) de lui accorder ce titre, son travail étant impeccable et de tout premier ordre [5].

## Galerie

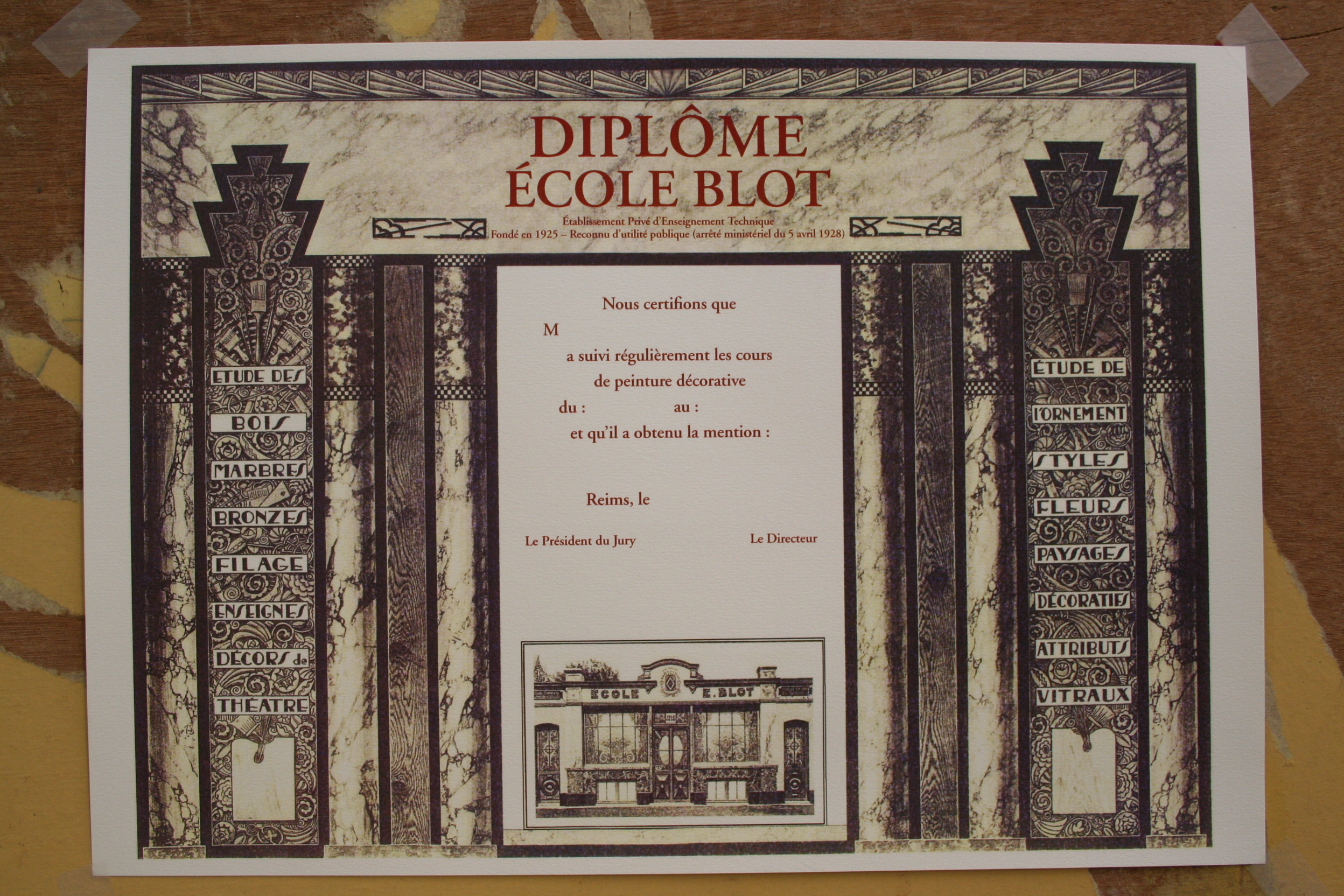
Ancien diplôme de l'école Blot
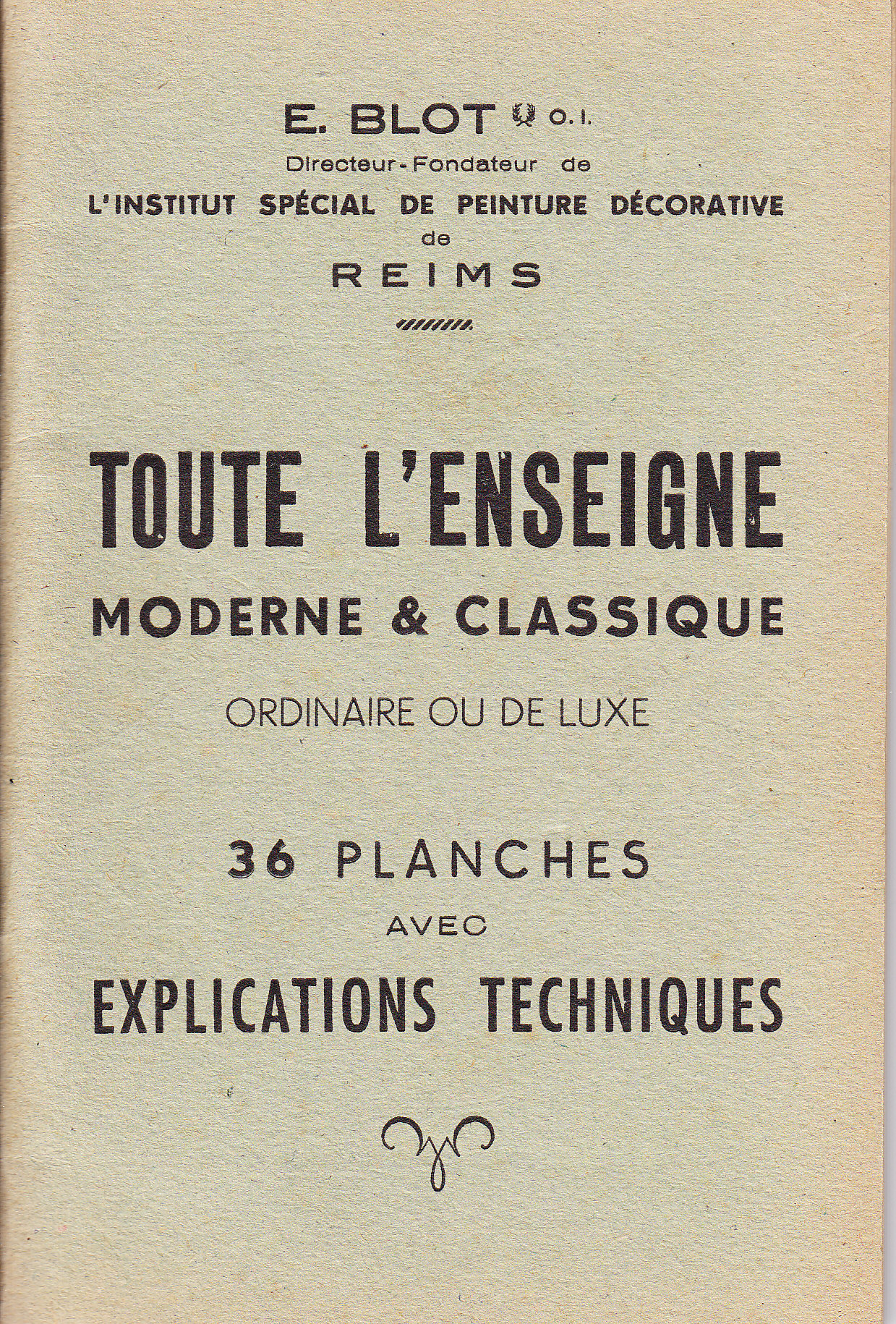
Manuel de Peinture par Eugène Blot
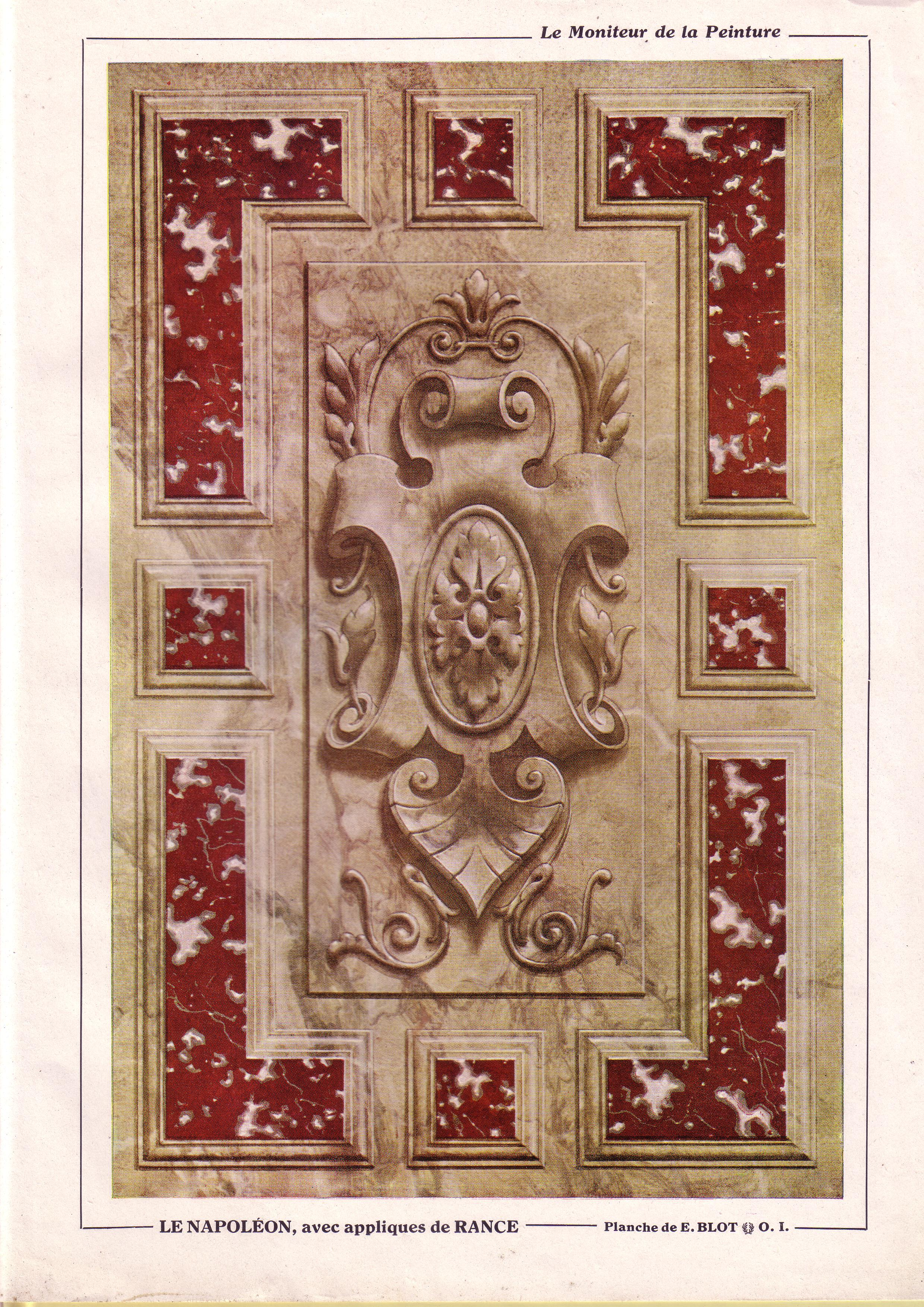
Le moniteur de la peinture, page 14